# Igone de Jongh
Igone de Jongh (Haarlem, 9 september 1979) is een Nederlandse balletdanseres.

## Loopbaan
Vanaf haar achtste jaar volgde ze de opleiding aan de Nationale Balletacademie in Amsterdam en daarna aan de Royal Ballet School in Londen. In 1996, het jaar waarin ze een aanstelling als élève kreeg bij Het Nationale Ballet in Amsterdam, won ze de Arnold Haskell Award voor veelbelovende jonge danser.
In de jaren erna doorliep ze alle rangen binnen het gezelschap en kreeg ze diverse prijzen. In 1998 werd ze onderdeel van het Corps de ballet, in 1999 werd ze gepromoveerd tot coryphée. In 2002 werd ze tweede solist en won ze de Aanmoedigingsprijs van de Stichting Dansersfonds '79. In 2003 werd de Alexandra Radiusprijs aan haar uitgereikt en klom ze op tot eerste solist.
De Jongh danste vele hoofdrollen bij Het Nationale Ballet, waaronder Julia (Romeo en Julia), Odette/Odile (Het zwanenmeer), Giselle (Giselle), Aurora (Doornroosje) en Clara (De notenkraker). Ook was ze soliste in meerdere balletten van Hans van Manen die haar zijn 'muze' noemde, waaronder Live, Sarcasmen, Concertante, Grosse Fuge, Kammerballet en Trois Gnossiennes. Laatstgenoemd werk danste ze ook met Jozef Varga bij de herdenking van oud-premier Wim Kok op 27 oktober 2018 in het Amsterdamse Concertgebouw.  
Van september 2015 tot en met november 2019 was De Jongh als jurylid te zien in het televisieprogramma Dance Dance Dance, De eerste vier seizoenen bij RTL 4, het vijfde seizoen bij SBS6.
Tijdens de Nederlandse Dansdagen 2016 kreeg De Jongh de Gouden Zwaan voor haar grote bijdrage aan de Nederlandse dans. Op 10 december 2016 werd ze benoemd tot ridder in de Orde van de Nederlandse Leeuw.
Op 31 oktober 2019 stopte ze na 24 jaar bij Het Nationale Ballet met een optreden als Julia in haar favoriete ballet Romeo en Julia in de choreografie van Rudi van Dantzig. Na afloop van dat optreden werd aan haar de Frans Banninck Cocqpenning van de gemeente Amsterdam uitgereikt.
De Jongh ging verder als zelfstandig danseres. In november 2020 verscheen haar biografie, waarin ze terugkijkt op haar jaren bij Het Nationale Ballet.
In 2020 werd De Jongh benoemd tot lid van de Akademie van Kunsten.
Sinds 2022 is De Jongh artistiek directeur van een gezelschap met gevluchte Oekraïense balletdansers: The United Ukrainian Ballet Company.
De Jongh toerde in 2022 door de Nederlandse theaters met haar programma Zin in Liefde, met bijdragen van onder andere de Oekraïense dansers Alexis Tutunnique en Veronika Rakitina. In 2023 stond de Jongh op het podium in Koninklijk Theater Carré met haar avondvullend programma Igone in Carré. Haar ex-danspartner van Het Nationale Ballet, Marijn Rademaker vergezelde haar op het podium. Rademaker ontwikkelde speciaal voor De Jongh een choreografie op een klassiek stuk van Frédéric Chopin. In haar voorstelling Beauty Persists uit 2023/2024 wordt De Jongh vergezeld door vier dansers die gevlucht zijn uit Oekraïne: Alexis Tutunnique, Vladyslav Detiuchenko, Veronika Rakitina en Oleksiy Grishun.  In juni 2025 was ze zien in het SBS6-programma Het waren 2 fantastische dagen.

## Privé
Igone de Jongh groeide op in Haarlem. Ze is gescheiden van de vroegere balletdanser Mathieu Gremillet, met wie ze een zoon heeft. Op 30 oktober 2019 huwde ze met de acteur Thijs Römer. In januari 2023 kondigde De Jongh aan te gaan scheiden.